# Psilosoma audouini
Psilosoma audouini är en tvåvingeart som först beskrevs av Zetterstedt 1835.  Psilosoma audouini ingår i släktet Psilosoma och familjen rotflugor. Inga underarter finns listade i Catalogue of Life.